# دييغو أوليفيرا (لاعب كرة قدم)
دييغو أوليفيرا (11 فبراير 1987 في البرازيل - ) هو لاعب كرة قدم برازيلي في مركز جناح ‏. لعب مع كييفو فيرونا ونادي بادوفا ونادي بولونيا ونادي سيتاديلا ونادي فيتشينزا ونادي فينيزيا وFC Matera ‏ وBrindisi FC ‏ وبوردينوني كالتشيو وFidelis Andria 2018 ‏ وAS Bisceglie Calcio 1913 ‏.

## وصلات خارجية
- دييغو أوليفيرا على موقع قاعدة بيانات كرة القدم.إي يو (الإنجليزية)
- دييغو أوليفيرا على موقع Soccerway.com (الإنجليزية)
- دييغو أوليفيرا على موقع عالم كرة القدم.نت (الإنجليزية)